# Antonio della Chiesa
Antonio della Chiesa, noto anche come Antonio da San Germano (San Germano Vercellese, 1394 – Como, 22 gennaio 1459), è stato un presbitero italiano dell'Ordine dei frati predicatori. Il suo culto come beato è stato confermato da papa Pio VII nel 1819.

## Biografia
Membro della nobile famiglia dei della Chiesa, marchesi di Roddi, vinta la resistenza dei genitori abbracciò la vita religiosa tra i domenicani del convento di San Paolo a Vercelli. Compì gli studi teologici nel convento dei Santi Giovanni e Paolo a Venezia e fu ordinato sacerdote.
Fu un importante promotore del movimento di riforma dell'ordine promosso da Giovanni Dominici e Caterina da Siena: nel 1422 fu eletto priore del convento di San Giovanni in Pedemonte a Como e, insieme a Maddalena Albrici, si adoperò per ristabilire la pace interna tra le fazioni della città.
Fu vicario generale della congregazione osservante lombarda e priore dei conventi di Bologna, Piacenza, Verona, San Marco a Firenze e, infine, Como. Contribuì a ristabilire l'unità della Chiesa divisa tra i fautori di papa Eugenio IV e dall'antipapa Felice V.

## Il culto
Le cronache antiche riferiscono di numerosi prodigi avvenuti intorno alla sua tomba nella chiesa conventuale di San Giovanni in Pedemonte a Como; nel 1808, dovendosi demolire la chiesa, il suo corpo fu esumato e trasferito nella chiesa parrocchiale di San Germano Vercellese.
A istanza della diocesi di Como e dell'arcidiocesi di Vercelli e dell'ordine domenicano, papa Pio VII, con decreto del 15 maggio 1819, ne confermò il culto con il titolo di beato.
Il suo elogio si legge nel martirologio romano al 22 gennaio.